# Campeonato Mundial de Curling Masculino de 2007
El XLIX Campeonato Mundial de Curling Masculino se celebró en Edmonton (Canadá) entre el 31 de marzo y el 8 de abril de 2007 bajo la organización de la Federación Mundial de Curling (WCF) y la Federación Canadiense de Curling.
Las competiciones se realizaron en el Rexall Place de la ciudad canadiense.

## Tabla de posiciones
| Pos | Equipo         | G  | P  | G–P |
| --- | -------------- | -- | -- | --- |
| 1   | Canadá         | 10 | 1  | –   |
| 2   | Estados Unidos | 8  | 3  | –   |
| 3   | Suiza          | 7  | 4  | –   |
| 4   | Alemania       | 6  | 5  | –   |
| 5   | Suecia         | 6  | 5  | –   |
| 6   | Finlandia      | 6  | 5  | –   |
| 7   | Francia        | 6  | 5  | –   |
| 8   | Noruega        | 4  | 7  | –   |
| 9   | Escocia        | 4  | 7  | –   |
| 10  | Australia      | 4  | 7  | –   |
| 11  | Dinamarca      | 4  | 7  | –   |
| 12  | Corea del Sur  | 1  | 10 | –   |

## Cuadro final
|  | Clasif. a semifinal | Clasif. a semifinal | Clasif. a semifinal |  |  | Semifinal      | Semifinal |  |          | Final  | Final |
|  |                     |                     |                     |  |  |                |           |  |          |        |       |
|  | 1                   | Canadá              | 7                   |  |  |                |           |  |          |        |       |
|  | 2                   | Estados Unidos      | 2                   |  |  |                |           |  |          | Canadá | 8     |
|  |                     |                     |                     |  |  | Estados Unidos | 4         |  | Alemania | 3      |       |
|  |                     | Alemania            | 6                   |  |  |                |           |  |          |        |       |
|  | 3                   | Suiza               | 4                   |  |  |                |           |  |          |        |       |
|  | 4                   | Alemania            | 6                   |  |  |                |           |  |          |        |       |

## Medallistas
| Evento    | Oro                                                                              | Plata                                                                               | Bronce                                                                        |
| --------- | -------------------------------------------------------------------------------- | ----------------------------------------------------------------------------------- | ----------------------------------------------------------------------------- |
| Masculino | Canadá · Glenn Howard · Richard Hart · Brent Laing · Craig Savill · Stephen Bice | Alemania · Andreas Kapp · Ulrich Kapp · Andreas Lang · Andreas Kempf · Holger Höhne | Estados Unidos Todd Birr Bill Todhunter Greg Johnson Kevin Birr Zach Jacobson |